# President Cup 2021 (hockey in-line)
La President Cup 2021 è stata la 10ª edizione della omonima competizione europea per squadre di club di hockey in-line. È stata disputata dal 1º al 4 luglio 2021 a Kaltbrunn in Svizzera. 
Il Z-Fighters Oberrüti-Sins si è aggiudicato il trofeo per la prima volta nella sua storia sconfiggendo in finale il Ghosts Padova.

## Squadre partecipanti
- Mainprimaten Francoforte
- Ghosts Padova
- IhcSF Linth
- Z-Fighters Oberrüti-Sins

## Partite

### Seconda fase
| Squadra                  | Pt | G | V | VR | PR | P | GF | GS | DR  |
| ------------------------ | -- | - | - | -- | -- | - | -- | -- | --- |
| Ghosts Padova            | 9  | 3 | 3 | 0  | 0  | 0 | 20 | 5  | +15 |
| Z-Fighters Oberrüti-Sins | 6  | 3 | 2 | 0  | 0  | 1 | 10 | 6  | +4  |
| IhcSF Linth              | 3  | 3 | 1 | 0  | 0  | 2 | 13 | 12 | +1  |
| Mainprimaten Francoforte | 0  | 3 | 0 | 0  | 0  | 3 | 3  | 23 | -20 |

| Kaltbrunn 2 luglio 2021, ore 16:30 UTC+1 | Mainprimaten Francoforte | 2 – 5 | Z-Fighters Oberrüti-Sins |  |

| Kaltbrunn 2 luglio 2021, ore 19:30 UTC+1 | Ghosts Padova | 8 – 3 | IhcSF Linth |  |

| Kaltbrunn 3 luglio 2021, ore 9:45 UTC+1 | Mainprimaten Francoforte | 1 – 10 | Ghosts Padova |  |

| Kaltbrunn 3 luglio 2021, ore 11:15 UTC+1 | Z-Fighters Oberrüti-Sins | 4 – 2 | IhcSF Linth |  |

| Kaltbrunn 3 luglio 2021, ore 16:15 UTC+1 | Ghosts Padova | 2 – 1 | Z-Fighters Oberrüti-Sins |  |

| Kaltbrunn 3 luglio 2021, ore 17:45 UTC+1 | IhcSF Linth | 8 – 0 | Mainprimaten Francoforte |  |

### Fase finale

#### Finale 3º posto
| Kaltbrunn 4 luglio 2021, ore 9:30 UTC+1 | IhcSF Linth | 14 – 3 | Mainprimaten Francoforte |  |

#### Finale 1º posto
| Kaltbrunn 4 luglio 2021, ore 11:00 UTC+1 | Ghosts Padova | 0 – 2 | Z-Fighters Oberrüti-Sins |  |